# Grote Gracht (Montfoort)

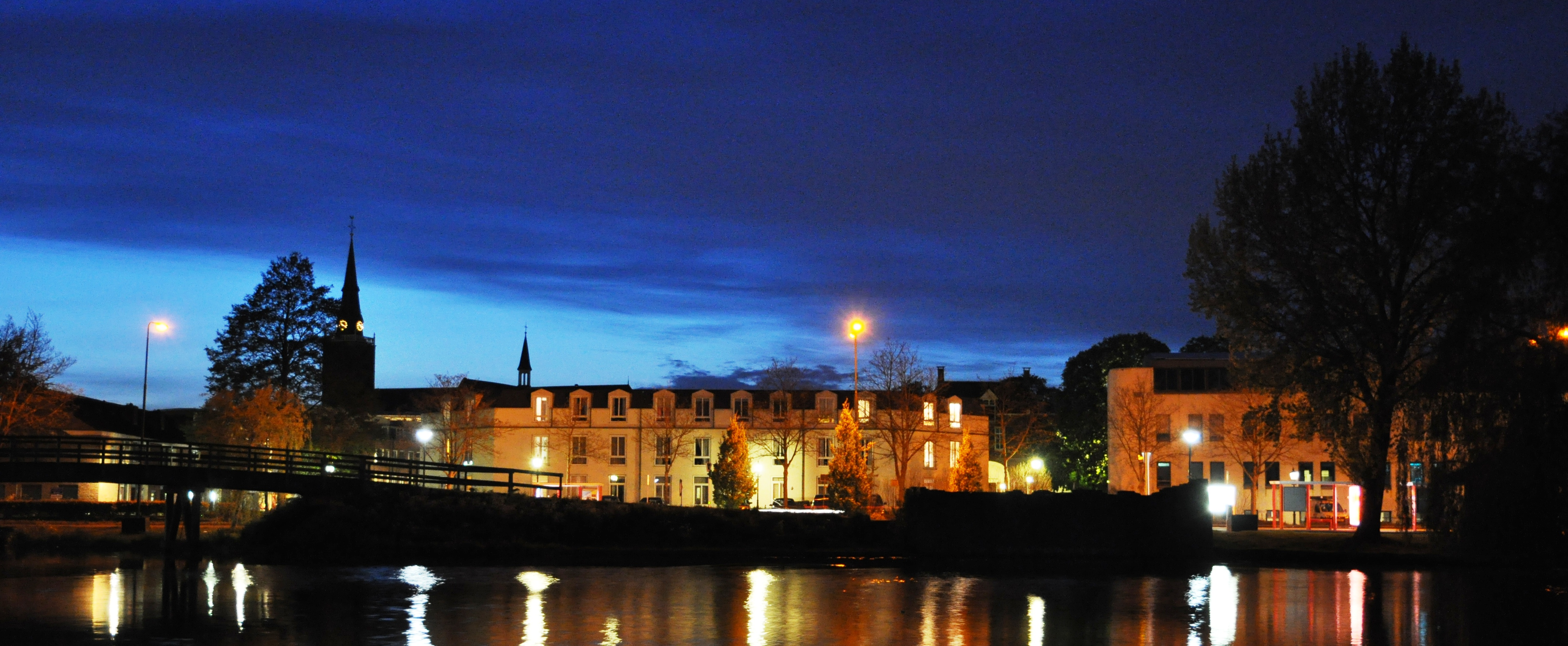
De Grote Gracht bij nacht

De Grote Gracht is de naam van een gracht die deel uitmaakt van de voormalige verdedigingswerken van de Utrechtse plaats Montfoort.
De Grote Gracht ligt tussen de stadsmuur van Montfoort en de Stadsboomgaard en wordt overspannen door een houten brug voor fietsers en voetgangers. De gracht is een geliefd water voor sportvissers en wordt in de winter gebruikt als ijsbaan. Hiervoor staan er ook lichtmasten opgesteld langs de oevers.